# AX Coronae Borealis
AX Coronae Borealis (AX CrB / SAO 64632 / HIP 75011) es una estrella variable de magnitud aparente 9.04 en banda V y 8.5 (en banda R Johnson) encuadrada en la constelación de Corona Boreal, situada en la posición Alfa: 15h 19 m 40.12 s y Delta: +31° 50' 33.02” (2000.0), localizada no lejos de la también estrella variable U Coronae Borealis (U CrB). Su variabilidad fue descubierta desde España en el año 2006.

De acuerdo a la nueva reducción de datos de paralaje del satélite Hipparcos (0.02369 segundos de arco), se encuentra a 135 años luz de nuestro Sol (algo más de 42 pc), por lo cual su movimiento propio anual es destacado: -0.181" en ascensión recta y 0.139" en declinación (Hipparcos).
Es un astro levemente anaranjado de tipo espectral K0 y clase de luminosidad V perteneciente a la Secuencia principal con una masa igual a 0.83 la del Sol; su velocidad radial es igual a -26.6 km/s (se aproxima a la Tierra), debido al movimiento de nuestro Sistema Solar. Su índice de color B – V es igual a 0.83, su temperatura efectiva se calcula en torno a los 5231 K y su diámetro aparente es igual a 0.176 milisegundos de arco (SIMBAD database).
Descubierta como variable en el año 2006 (con un telescopio refractor de 75 mm de abertura y cámara CCD, desde Cáceres, España), es también una estrella binaria muy amplia (datos del año 2009).
Al ser de tipo BY Draconis las leve variación de brillo que presenta (en torno a 0.19 magnitudes en banda V) se debe a la presencia de manchas solares en su superficie, las cuales aparecen y desaparecen a medida que la estrella rota: la velocidad de rotación proyectada (v sen i) se estima igual a 8.2 km/s (Glebocki, 2005) con un período de rotación igual a 9.24 días, que coincide con sus oscilaciones de brillo.
En el año 2013 se ha descubierto que posee una intensa actividad cromosférica.